# Расмус Кристијан Раск
Расмус Кристијан Раск (дан. Rasmus Christian Rask; Брандекилде, 22. новембар 1787 — Копенхаген, 14. новембар 1832) је био дански филолог.

## Биографија
Студирао је на Универзитету у Копенхагену где је показао таленат за учење језика.
Године 1808, Добио је звање асистента-чувара универзитетске библиотеке, а неколико година после постао је професор историје књижевности.
Године 1809, Написао је приказ Аделунга.
Године 1811, Данска академија наука објављује конкурс са темом: „Трагати за изворним језиком из кога се стари скандинавски језик може најпоузданије извести, и поткрепити то одговарајућим примерима, путем историјске критике; утврдити карактер тог језика и његове везе са скандинавским и са германским, од најдревнијих времена до краја средњег века; тачно одредити основне принципе на којима се све деривације и сва поређења тих језика морају заснивати." Раск је већ претходно објавио на данском свој рад Увод у граматику исландског и осталих древних нордијских језика на основу штампаних и писаних материјала сакупљених од стране својих претходника са истог истраживачког поља.
Боравио је на Исланду дд 1813. до 1815, где је изучавао језик и зближавао се са литературом.
Запослен је од 1814. на институту Арна-Мгнеан (Arna-Magnaean) као уредник Исландског речника Бјорна Халдорсона (Bjorn Haldorson) који је овај оставио у рукопису. Јавља се на конкурс Данске академије наука расправом, Истраживање порекла старог нордијског и исландског језика (Investigation sur l'origine du vieux norrois ou islandais). Рукопис је изтат тек 1818. године.
Године 1816, У Копенхагену направио Исландско поетско друштво, чији је био први председник. Октобра ове године данске власти нуде (и намећу) Раску да крене на њихов рачун на експедицију у истраживање источних језика и сакупљање рукописа за унверзитетску библиотеку у Копенхагену. На тај пут он креће са одбојношћу и носећи читаву библиотеку са собом. Прво је стигао у Шведску, где је остао две године, где је учио фински језик. Франц Боп је објавио своје дело Систем конјугације (Konjugationssystem), чиме узима славу зачетника компаративно-историјског метода у лингвистици, иако је Раск две године раније написао дело (које је објављено 1818. године).
Године 1817, На шведском је објавио своју Англосаксонску граматику.
Године 1818, На данском се појавио његово есеј о изворима древног скандинавског или исландског говора, који је он написао 1814. године одговарајући на конкурс Данске академије наука. Довршио је и прво целовито издање Снорове (Snorro) Еде (Edda) и Семундове (Samund) Еде заједно са преводима на шведски. Ове године се исправља по питању везе између келтских језика са осталим индоеврпским (по њему трачким) језицима.
Године 1819, Из Стокхолма отишао за Санкт Петербург, где је на немачком написао рад „Језици и књижевности Норвешке, Исланда, Шведске и Финске" у шестом броју часописа Vienna Jahrbücher. Из Русије је преко Тартарске дошао до Персије и провео неко време у Табризу, Техерану, Персепољу и Ширазу. За шест недеља довољно је изучио персијски да је могао слободно да говори.
Године 1820, Долази у Бомбају, где је на енглеском написао дело „Дисертација о аутентичности језика зенд“ (Trans. Lit. Soc. of Bombay, vol. iii., репринт са корекцијама и додацима у Trans. R. As. Soc.). Раскову расправу објављену за конкурс Данске академије наука лоше и делимично преводи Ватер под насловом О трачкој језичкој класи (Über die thrakische Sprachklasse).
Године 1822, Стигао је на Цејлон где је ускоро на енглеском написао дело „Дисертацијско разматрање најбољег метода исказивања гласова индијских језика европским знаковима“ у часопису Transactions of the Literary and Agricultural Society of Colombo. Ове године се претпоставља да је течно знао не мање од двадесет и пет језика и дијалеката, а дупло већем броју је знао структуру.
Године 1823, Раск се вратио у Копенхаген доносећи солидан број оријенталних рукописа: персијских, зендских, палијанских, синхалеских и других. Раск је својим путем изневерио наде које су полагане у њега као оријенталисту. Никада није обавио у потпуности посао којим су га послали. Уместо да трага за компаративном граматиком, он је трагао за општом граматиком. На том свом путу, као што се могло видети, истраживао је универзални језик, пасиграфију, реформу правописа.
Године 1824, Објавио граматику шпанског.
Године 1825, Објавио граматику фризијског.
Године 1826, Објавио Есеј из данске ортографије. Такође, пореди један иранских језика са санскритом и то поређење је од пресудног значаја за даља истраживања.
Године 1827, Објавио рад на тему древноегипатске хронологије и граматику италијанског.
Године 1828, Објавио премојскијевску старојеврејску хронологију.
Године 1830, Уредио Шнајдерову Граматику данског за Енглезе; надгледао превод своје Англосаксонске граматике на енглески, који је урадио Торпе (Thorpe).
Преминуо је 14. новембра 1832. у Копенхагену.

## Научни рад
Значајан је по томе што је први установио сличности између скандинавских, германских, готског, словенских, литванског, романских, латинског, грчког и других језика. Први је и установио везу између алтернација сугласника у германским језицима, познатих као „Гримов закон", иако је њему санскрит у то време био непознат.
Дуго је време он остао у сенци Јакоба Грима, а још 1875. године у другом издању њега Бреал наводи само у вези са радовима о зендском језику. Међутим, већ 1870. године Раумер назначује шта је Грим дуговао Раску. Заслуга за схватање Расковог значаја, ипак припада његовим земљацима: Томсену (1902), Мејеу (1903), Јесперсену (1922), Педерсен (1924) и Хјелмслев (1951). Занимљив је и однос према њему у зависности од епохе. Док Педерсен и Меје гледају Раска искључиво у светлу компаративне, историјске граматике, тек га Хјелмслев, са својих структуралних позиција, сагледава у друкчијем светлу.
У свом делу Истраживања... успоставља везу између исландског, скандинавских језика, германских језика, грчког, латинског, литванског, словенских језика, јерменског и само допушта повезаност са иранским језицима и санскритом. Испрва је резервисан према келтским језицима и албанском, али то касније исправља. За место литванског му се дугује јер је, за разлику Аделунга, који је увек тај језик приказивао као мешавину германских и словенских, схватио да се ради о језику из посебне језичке групе.
У својим Истраживањима... на странама 49-51 он каже:
Граматички договор далеко јасније (у односу на речник) означава везу или изворну јединицу; језик који се меша са другим врло ретко или никако не преузима инфлективне наставке из другог, али, с друге стране, губи своје. У том смислу енглески језик није преузео ништа од исландских или француских наставака, али је изгубио многе наставке из англосаксонског; слично, дански није преузео немачке наставке, као што ни шпански није преузео готске или арапске наставке. Овој врсти договора, која је и најважнија и најјаснија, све до данашњих трагања за изворима језика није посвећена довољна пажња; а то представља највећу грешку највећег дела написаног до данас тим поводом; то је и разлог зашто су та дела нејасна и врло мале научне вредности.
Језик који има најсложенију граматику најмање се мешао, најстарији је и најближи изворишту. Граматички наставци и инфлективне особине константно се губе током стварања новог језика. Такав развој језика тражи врло дуго раздобље и заједнички правац већег броја људи у циљу развоја и преслагања језичких особина. У том смислу дански је једноставнији од исландског, енглески је једноставнији од англосаксонског, а исти однос имају и новогрчки према старогрчком, исталијански према латинском, немачки према мезоготском, као и сви други слични односи које познајемо.
Језик, ма како био помешан, припада истој језичкој породици као и његов претходник, све док има (сличне) најбитније, најконцентрисаније и најосновније речи, као и исто извориште. Са друге стране, ништа се не може закључити на основу изворишних веза техничких, политичких и трговачких термина, пошто су захтеви времена -- друштвене, образовне и научне везе створиле неопходност њиховог укључења у састав језика. Такве односе можемо разјаснити само на основу историје, где бисмо могли наћи одговор да ли су људи позајмили те термине из других језика или су их развили из свог. Тако је енглески исправно уврштен у готску језичку породицу и саксонску грану; пошто све основне речи енглеског језика и јесу саксонског порекла: heaven, earth, sea, land, man, head, hair, eye, hand, foot, horse, cow, calf, ill, good, great, little, whole, half, I, thou, he, to make, love, go, see, stand; of, out, from, together, итд. Промене заменица и бројева последње су нестале мешањем са врло различитим језицима. У англосаксонском су, на пример, све заменице готског и посебно саксонског порекла.
Када неко у таквим речима пронађе слагање између језика и пронађе правила о премештању слова између та два језика, може се рећи да постоје изворишне везе између тих језика, а посебно када постоје и сличности у инфлективним процесима језика и његовој формалној организацији.
Са тог становишта види се да грчко 'а' и 'о' често постаје 'у'. Поредећи многе речи неко би био способан да исцрта многа правила пресликавања из једног језика у други. И, како постоји такво слагање између латинске и грчке граматике, неко би с правом могао закључити да изворишна веза између ова два језика постоји; што је, такође, довољно познато и није потребно поново овде показивати.
Раск, дакле, јасно види односе међу језицима, а у средиште њихове сродности доводи сличност међу основним речима. Оно што му се да замерити јесте што он и даље говори о словима мислећи на гласове.
А ево и шта Леман каже о Раску и Расковим Истраживањима...:
Можда најсјајнији од раних лингвиста, Расмус Раск (1787.--1832) начинио је основни допринос у истраживању извора старог нордијског и исландког језика, а за нарграду Данске академије наука 1811. Захтев Данске академије наука тражио је од учесника „да истраже са исторјским критицизмом и означе одговарајућим примерима извор из ког је најверовантије настао стари скандинавски језик; такође, да означе особине језика и њихову везу од најстаријих раздобља и током Средњег века према нодријском, као и према германским дијалектима; такође, да установе прецизне принципе који морају бити праћени у истраживању извора и поређењу тих језика“.
После приче о основним принципима, Раск приказује податке суседних језика: гренландског ескимског, келтског, баскијског, финског, словенског, летонског, трачког, као и азијских језика. Његов преглед о везама са трачким језиком (термин који је он преузео од Аделунга за означавање језика претходника грчком и латинском, а ми бисмо тај језик могли изједначити са индоевропским) чини, отрпилике, половину његових монографија и садржи добро познато становиште о везама ислансдских опструената са грчким и латиниским. Сам Грим изражава захвалност овом ставу; после тог сазнања он је брзо изменио први том своје граматике из 1819. и у друго издање из 1822. укључио део у коме описује германске сугласничке промене. Ту је приказан и Расков став заједно са неколико других чланака не би ли се приказало његово лепо разумевање лингвистичких принципа.
Како су Педерсен и други указивали, Раску се дугује захвалност за његово коришћење „система“ и „граматичког критерија“ пре него за речник који је начинио на захтев Академије. Иако му дугујемо за његове методолошке напретке, његов рад је махом терминолошки мањкав; на пример, његово име „трачки“ за „индоевропски“. Како није знао санскрит у тренутку писања монографије, његова група индоевропских језика је још увек мала јер је тиме могао да да одговор на први захтев Академије. За германске језике користио је термин „готски“, а поделио их је на скандинавске и германске језике (из којих се изродила (мезо-)готска подграна).
Још је даља терминологија која се односи на „извор“ и „наследник“, где је Раск чинио грешеке у генаеолошкој класификацији. Те термине Педерсен воли да описује као „систематичке“ а не „историјске“. Они који желе да се у потпуности упознају са тим проблемом могу погледати оригинал који је уредио Луис Хјелмслев, као и Педерсонов сажаљив увод. Неки други Раскови погледи одговарају Шлегеловим; као он, Раск је сматрао аналитичке језике најсавременијим али, за разлику од њега, мало се посвећивао типологији.
Најшире разматран проблем у вези са Раском је један од приоритета: да ли је њему припало неодговарајуће мало заслуга за установљавање германске сугласничке промене, широко познате као Гримов закон? Расправа у делу Холгера Педерсена, Лингвистичка наука у деветнаестом веку. pp. 248–254 и 258-262, приказује проблем добро познатим Педерсоновим епским стилом. У овим данима корпоративне науке питања индивидуалних заслуга се не чине тако важним као што су биле у прошлости, када је чак и национални престиж у њих био укључен. Ми смо много више заинтересовани да разумемо те погледе и за њих користимо терминологију коју су учењаци користили у прошлости. Раску не дугујемо ништа за пренос знања; Грим је њих прихватио, подржао и много потпуније дао добро познати облик.
Раску дугујемо за његове напоре у учењу језика на терену; подаци за његове закључке су у великом делу резултат његовог сопственог скупљања. После завршетка монографије, Раск је предузео пут у Русију, Персију и Индију, што је дало много напредније погледе на индоевропске језике. Такође му дугујемо за методолошко управљање подацима, што апроксимира високе захтеве његових наследника: иако у есеју он још увек користи термин „слово“ за глас као и за писане симболе; он је покушавао да пронађе фонетску основу слова. Фонетску интерпретацију је потом поредио систематично. Следећа по важности у његовим поређењима била је граматика. Уложен труд у граматичка поређења (pp. 190–295) се знатно разликује од оног који је уложен у речник (pp. 295–321).
Раскова занимања за учење језика задовољена су после његовог повратка са пута по истоку 1823. године. Његов неуспех у уклапању својих нових идеја у измену монографије за коју је добио награду, као и његова доступност само на данском, проузроковали су недостатак раширености његовог рада. Издање на данском поводом стогодишњице његове смрти начинило је исту грешку; вероватно је да ће за сто педесету годишњицу његове смрти изаћи потпун превод Раскових дела на енглески.